# DEL 2002/03
Die DEL-Saison 2002/03 war die neunte Spielzeit der Deutschen Eishockey Liga. Die reguläre Saison begann am 6. September 2002 und endete am 9. März 2003, die Play-off-Runde wurde ab 12. März ausgespielt. Deutscher Meister wurden die Krefeld Pinguine. Da den Schwenninger Wild Wings aufgrund eines laufenden Insolvenzverfahrens die Lizenz entzogen wurde, durfte der sportliche Absteiger Frankfurt Lions in der Liga verbleiben.

## Voraussetzungen

### Teilnehmer
| Klub                    | Standort               | Vorjahr    | Play-offs↑ Play-downs↓ |
| ----------------------- | ---------------------- | ---------- | ---------------------- |
| Augsburger Panther      | Augsburg               | 8.         | Viertelfinale↑         |
| Eisbären Berlin         | Berlin                 | 7.         | Viertelfinale↑         |
| DEG Metro Stars         | Düsseldorf             | 9.         | –                      |
| Frankfurt Lions         | Frankfurt              | 11.        | –                      |
| Hamburg Freezers1       | Hamburg                | 1.         | Halbfinale↑            |
| Hannover Scorpions      | Hannover               | 10.        | –                      |
| ERC Ingolstadt          | Ingolstadt             | Aufsteiger | –                      |
| Iserlohn Roosters       | Iserlohn               | 12.        | –                      |
| Kassel Huskies          | Kassel                 | 5.         | Halbfinale↑            |
| Kölner Haie             | Köln                   | 6.         | Deutscher Meister↑     |
| Krefeld Pinguine        | Krefeld                | 3.         | Viertelfinale↑         |
| Adler Mannheim          | Mannheim               | 2.         | Vizemeister↑           |
| Nürnberg Ice Tigers     | Nürnberg               | 4.         | Viertelfinale↑         |
| Schwenninger Wild Wings | Villingen-Schwenningen | 16.        | Sieger↓                |

1 im Vorjahr München Barons

### Modus und Regelwerk
Während sich die besten acht Teams der Vorrunde für die Play-offs qualifizierten, spielten die beiden Letztplatzierten in einer Play-down-Runde gegen den Abstieg. Für die Mannschaften auf den Plätzen neun bis zwölf war die Saison nach der Vorrunde beendet.

## Vorrunde
Nachdem die Lizenz der München Barons nach Hamburg gewechselt war, spielten die neu gegründeten Hamburg Freezers eine überraschend gute Saison, in der sie vom abgeschlagenen letzten auf den achten und damit einen Play-off-Platz vorrücken konnten. Mit einem Zuschauerschnitt von 10.713 und einer knappen Viertelfinalniederlage gegen Berlin beendeten die Freezers schließlich ihre erste Saison. Die Iserlohn Roosters, der DEL-Club mit dem kleinsten Etat, konnten ebenfalls überraschen und verpassten unter Trainer Greg Poss nur knapp die Play-offs, da sie am Ende mit zwei Punkten Rückstand auf Hamburg Rang 9 belegten.

### Abschlusstabelle
|     | Club                    | Sp | S  | SOS | SON | N  | Tore    | Punkte |
| --- | ----------------------- | -- | -- | --- | --- | -- | ------- | ------ |
| 1.  | Eisbären Berlin         | 52 | 30 | 5   | 9   | 8  | 188:134 | 109    |
| 2.  | Kölner Haie (M)         | 52 | 26 | 4   | 15  | 7  | 151:117 | 101    |
| 3.  | DEG Metro Stars         | 52 | 24 | 10  | 4   | 14 | 151:122 | 96     |
| 4.  | Adler Mannheim          | 52 | 25 | 8   | 3   | 16 | 152:129 | 94     |
| 5.  | Nürnberg Ice Tigers     | 52 | 23 | 7   | 6   | 16 | 133:127 | 89     |
| 6.  | Krefeld Pinguine        | 52 | 20 | 8   | 2   | 22 | 147:133 | 78     |
| 7.  | Kassel Huskies          | 52 | 19 | 7   | 7   | 19 | 118:127 | 78     |
| 8.  | Hamburg Freezers        | 52 | 17 | 10  | 6   | 19 | 154:152 | 77     |
| 9.  | Iserlohn Roosters       | 52 | 17 | 8   | 8   | 19 | 142:132 | 75     |
| 10. | Hannover Scorpions      | 52 | 18 | 5   | 5   | 24 | 142:150 | 69     |
| 11. | Augsburger Panther      | 52 | 16 | 6   | 6   | 24 | 127:146 | 66     |
| 12. | ERC Ingolstadt (N)      | 52 | 16 | 5   | 7   | 24 | 122:135 | 65     |
| 13. | Frankfurt Lions         | 52 | 14 | 6   | 6   | 26 | 133:171 | 60     |
| 14. | Schwenninger Wild Wings | 52 | 4  | 6   | 11  | 31 | 99:184  | 35     |

Abkürzungen: Sp = Spiele, S = Siege, SOS = Siege nach Penaltyschießen, SON = Niederlagen nach Penaltyschießen, N = Niederlagen, (M) = Titelverteidiger, (N) = Neuling

Erläuterungen:       = Qualifikation für die Play-offs,       = Saison beendet,       = Play-downs

### Ranglisten
| Kategorie         | Name               | Team                | Anzahl                |
| Topscorer         | Mark Beaufait      | Eisbären Berlin     | 54 Scorerpunkte       |
| Top-Torschütze    | Christoph Brandner | Krefeld Pinguine    | 28 Tore               |
| Top-Vorlagengeber | Brad Purdie        | Krefeld Pinguine    | 41 Assists            |
| Top-Torhüter      | Frédéric Chabot    | Nürnberg Ice Tigers | Fangquote von 94,53 % |
| Top-Verteidiger   | Jeff Tory          | Hamburg Freezers    | 46 Scorerpunkte       |

## Play-downs
Die beiden Tabellenletzten Frankfurt Lions und Schwenninger Wild Wings spielten ab dem 12. März in einer Play-down-Serie im Modus „Best-of-Seven“ gegen den Abstieg.
|                 |   |                         | Serie | 1   | 2   | 3   | 4   | 5   | 6   | 7 |
| --------------- | - | ----------------------- | ----- | --- | --- | --- | --- | --- | --- | - |
| Frankfurt Lions | – | Schwenninger Wild Wings | 2:4   | 3:6 | 1:2 | 6:4 | 4:3 | 4:7 | 2:3 | – |

Obwohl der Abstand am Ende der Hauptrunde 25 Punkte betrug, gewannen die Schwenninger Wild Wings die Abstiegsrunde gegen die Frankfurt Lions, die damit als sportlicher Absteiger feststanden. Da gegen die Wild Wings jedoch ein Insolvenzverfahren eröffnet wurde, wurde dem SERC die Lizenz entzogen, woraufhin er den Gang in die unteren Ligen antreten musste und Frankfurt in der DEL verbleiben durfte.

## Play-offs

### Play-off-Baum
| Viertelfinale | Viertelfinale       | Viertelfinale    |    |                 | Halbfinale | Halbfinale | Halbfinale |  |  | Finale | Finale | Finale |
|               |                     |                  |    |                 |            |            |            |  |  |        |        |        |
| 1.            | Eisbären Berlin     | 4                |    |                 |            |            |            |  |  |        |        |        |
| 8.            | Hamburg Freezers    | 1                |    |                 |            |            |            |  |  |        |        |        |
| 8.            | Hamburg Freezers    | 1                | 1. | Eisbären Berlin | 1          |            |            |  |  |        |        |        |
|               |                     |                  | 1. | Eisbären Berlin | 1          |            |            |  |  |        |        |        |
|               | 6.                  | Krefeld Pinguine | 3  |                 |            |            |            |  |  |        |        |        |
| 3.            | 6.                  | Krefeld Pinguine | 3  | DEG Metro Stars | 1          |            |            |  |  |        |        |        |
| 3.            |                     |                  |    | DEG Metro Stars | 1          |            |            |  |  |        |        |        |
| 6.            | Krefeld Pinguine    | 4                |    |                 |            |            |            |  |  |        |        |        |
| 6.            | Krefeld Pinguine    | 4                | 2. | Kölner Haie     | 2          |            |            |  |  |        |        |        |
|               |                     |                  |    | Kölner Haie     | 2          |            |            |  |  |        |        |        |
|               | 6.                  | Krefeld Pinguine | 3  |                 |            |            |            |  |  |        |        |        |
| 2.            | 6.                  | Krefeld Pinguine | 3  | Kölner Haie     | 4          |            |            |  |  |        |        |        |
| 2.            |                     |                  |    | Kölner Haie     | 4          |            |            |  |  |        |        |        |
| 7.            | Kassel Huskies      | 3                |    |                 |            |            |            |  |  |        |        |        |
| 7.            | Kassel Huskies      | 3                | 2. | Kölner Haie     | 3          |            |            |  |  |        |        |        |
|               |                     |                  | 2. | Kölner Haie     | 3          |            |            |  |  |        |        |        |
|               | 4.                  | Adler Mannheim   | 0  |                 |            |            |            |  |  |        |        |        |
| 4.            | 4.                  | Adler Mannheim   | 0  | Adler Mannheim  | 4          |            |            |  |  |        |        |        |
| 4.            |                     |                  |    | Adler Mannheim  | 4          |            |            |  |  |        |        |        |
| 5.            | Nürnberg Ice Tigers | 1                |    |                 |            |            |            |  |  |        |        |        |

### Viertelfinale
Das Viertelfinale wurde ab dem 12. März 2003 im Modus „Best-of-Seven“ ausgespielt. Das bestplatzierte Team der Hauptrunde, die Eisbären Berlin, trafen auf die achtplatzierten Hamburg Freezers, die zweitplatzierten Kölner Haie auf den Siebten Kassel Huskies, der Dritte, die DEG Metro Stars, auf die sechstplatzierten Krefeld Pinguine sowie die viertplatzierten Adler Mannheim auf die Nürnberg Ice Tigers, die die Hauptrunde als Fünfter beendet hatten.
|                 |   |                     | Serie | 1   | 2         | 3   | 4   | 5   | 6   | 7   |
| --------------- | - | ------------------- | ----- | --- | --------- | --- | --- | --- | --- | --- |
| Eisbären Berlin | – | Hamburg Freezers    | 4:1   | 5:2 | 5:6 n. P. | 3:2 | 2:1 | 4:0 | –   | –   |
| Kölner Haie     | – | Kassel Huskies      | 4:3   | 1:3 | 3:1       | 2:1 | 4:5 | 4:1 | 2:3 | 5:1 |
| DEG Metro Stars | – | Krefeld Pinguine    | 1:4   | 1:2 | 5:6 n. V. | 1:0 | 2:5 | 1:4 | –   | –   |
| Adler Mannheim  | – | Nürnberg Ice Tigers | 4:1   | 5:4 | 1:6       | 5:1 | 4:2 | 3:0 | –   | –   |

### Halbfinale
Die Halbfinalbegegnungen wurden ab dem 28. März und wie das Finale im Modus „Best-of-Five“ ausgetragen. Die bestplatzierte noch verbliebene Mannschaft der Vorrunde traf auf die schlechtplatzierteste, während der Zweitbestplatzierte der Vorrunde auf den Drittbestplatzierten traf.
|                 |   |                  | Serie | 1   | 2   | 3         | 4   | 5 |
| --------------- | - | ---------------- | ----- | --- | --- | --------- | --- | - |
| Eisbären Berlin | – | Krefeld Pinguine | 1:3   | 4:1 | 2:4 | 0:1       | 1:4 | – |
| Kölner Haie     | – | Adler Mannheim   | 3:0   | 3:2 | 5:3 | 4:3 n. V. | –   | – |

Die Berliner verloren damit überraschend das Halbfinale gegen die Krefeld Pinguine, obwohl die Eisbären die Vorrunde mit 109 Punkten als Erster abgeschlossen hatten und damit als Topfavorit für die Meisterschaft galten.

### Finale
Die Finalserie wurde ab dem 11. April ausgespielt. Die Kölner Haie hatten aufgrund ihrer besseren Platzierung in der Hauptrunde das erste Heimrecht.
|             |   |                  | Serie | 1   | 2   | 3   | 4         | 5   |
| ----------- | - | ---------------- | ----- | --- | --- | --- | --------- | --- |
| Kölner Haie | – | Krefeld Pinguine | 2:3   | 2:5 | 2:3 | 3:2 | 3:2 n. V. | 1:3 |

Als größte Überraschung der Spielzeit wurden die Krefeld Pinguine damit zum zweiten Mal in ihrer Vereinsgeschichte Deutscher Meister. Nach zwei Siegen in den ersten beiden Spielen standen die Pinguine kurz davor, nach den Adler Mannheim (1996/97 gegen Kassel) als zweite Mannschaft in der DEL-Geschichte mit einem Sweep, also einer Serie ohne Niederlage, Deutscher Meister zu werden. Dies war auch zu Bundesligazeiten lediglich dem EC Hedos München in der Finalserie der Saison 1993/94 gegen die Düsseldorfer EG gelungen sowie der Düsseldorfer EG in der Saison 1991/92 gegen SB Rosenheim. Durch den knappen 3:2-Sieg der Kölner im dritten Spiel vermochten die Krefelder dies jedoch nicht zu schaffen. Aufgrund der Play-off-Siege gegen Düsseldorf, Berlin und Köln wurde in Krefelder Kreisen scherzhaft das Siegesmotto „Landeshauptstadtbesieger, Bundeshauptstadtbesieger, Karnevalsvereinbesieger, Deutscher Meister 2003“ geprägt.

## Kader des Deutschen Meisters
| Deutscher Meister Krefeld Pinguine | Torhüter: Roger Nordström, Robert Müller Verteidiger: Paul Dyck, Christian Ehrhoff, Daniel Kunce, Dan Lambert, Sjarhej Stas, Andreas Raubal, Darryl Shannon, Mario Doyon Angreifer: Thomas Brandl, Steffen Ziesche, Gary Shuchuk, David Musial, Brad Purdie, Patrik Augusta, Günther Oswald, Jonas Lanier, Christoph Brandner, Stéphane Barin, Bill Bowler, Adrian Grygiel, Sandy Moger Cheftrainer: Chris Valentine (bis Dezember 2002), Butch Goring (seit November 2002) |